# Museo dell'orologio da torre Giovanni Battista Bergallo
Il Museo dell'orologio da torre "Giovanni Battista Bergallo" si trova in piazza Canonico Folco nella frazione di Bardino Nuovo del comune di Tovo San Giacomo, in provincia di Savona.
Il museo ospita gli orologi costruiti artigianalmente per torri e campanili nella casa-officina della famiglia Bergallo, tra il 1860 ed il 1980. Gli orologi realizzati in oltre un secolo di attività sono tuttora presenti su campanili e torri civiche in Italia ed anche all'estero.
Il museo è associato a "Museimpresa", l'associazione italiana dei musei d'impresa.

## Storia

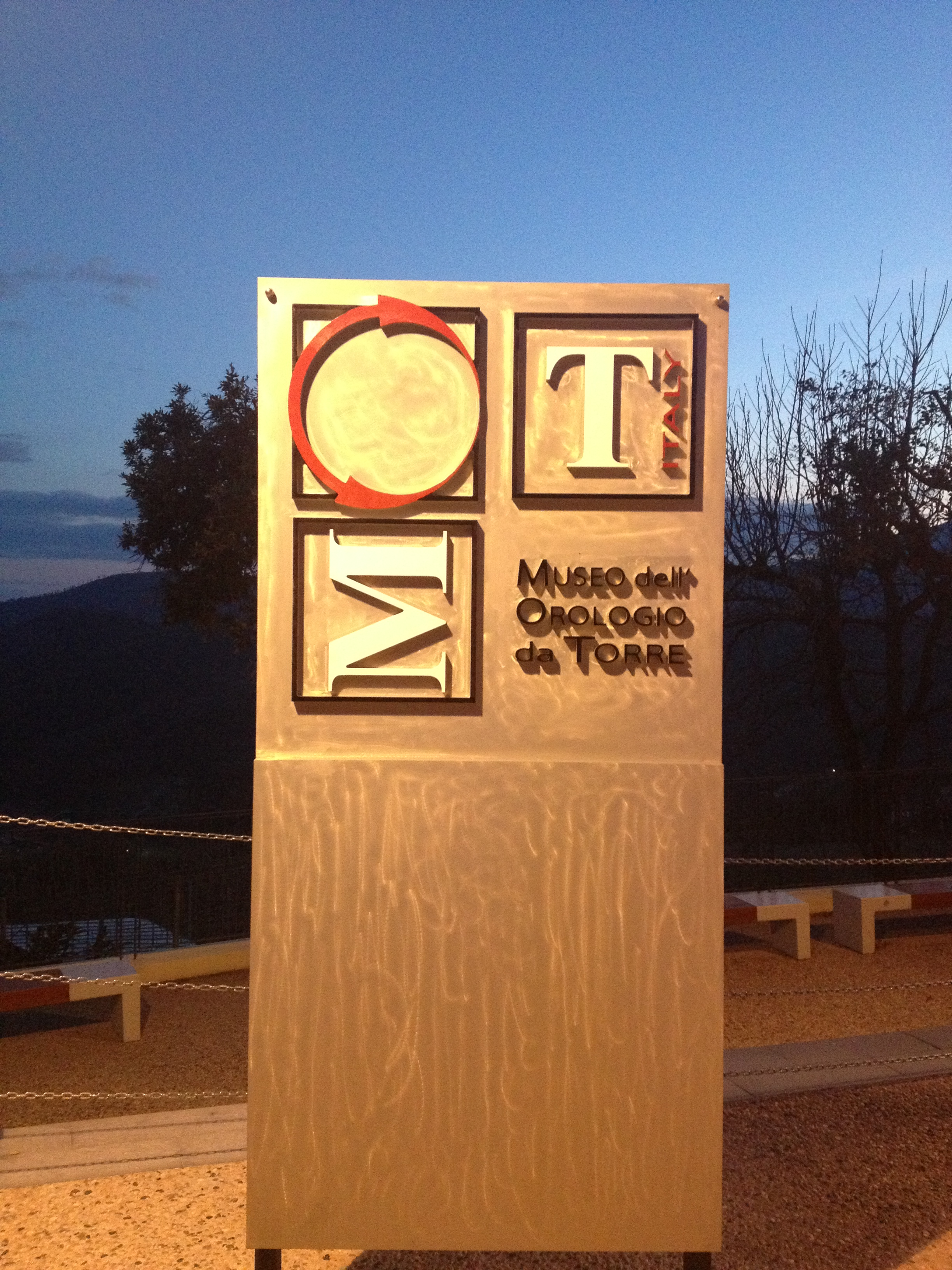
Insegna all'ingresso del Museo

La famiglia Bergallo costruì orologi da torre fra il 1860 e il 1980 nella sua casa-officina di Bardino Nuovo (ancora oggi visibile in via San Sebastiano) dove si svolse tutta l'attività manifatturiera. Giovanni Battista Bergallo, l'ultimo maestro orologiaio, morì nel 1996 all'età di 92 anni, senza lasciare eredi che potessero continuare l'attività artigianale.
La prima esposizione pubblica degli orologi e di parti di essi (lancette, quadranti e meccanismi), provenienti dall'officina Bergallo avvenne in occasione dell'inaugurazione delle nuove scuole elementari di Tovo San Giacomo il 15 settembre 1984 e Giovanni Battista Bergallo in tale occasione auspicò la creazione di un museo che raccogliesse le testimonianze dell'attività, al quale poter donare manufatti ed archivi.
Il museo venne istituito nel 1996 e inaugurato il 7 aprile del 1997. Al momento dell'inaugurazione, il museo era il primo del suo genere in Italia. Nel 2002 iniziarono i lavori per l'ampliamento ed ammodernamento dell'ex palazzo comunale della frazione, che si conclusero nel 2011, con il nuovo allestimento.
Dal 2013 viene esposta in maniera permanente all'interno del Museo una serie di 25 quadri con il tema "il tempo" del pittore Luciano Laschi, donati dallo stesso autore al comune di Tovo San Giacomo.
Il 2 aprile 2014 il Museo dell'Orologio da Torre è stato ospite de I fatti vostri, la popolare trasmissione di Rai 2. Il 9 aprile 2017 è stato celebrato il ventennale dall'apertura del Museo anche con il conferimento della cittadinanza onoraria di Tovo San Giacomo a Giovanni Battista Bergallo, nipote ed ultimo erede dell'omonima famiglia di orologiai.
In occasione del ventennale l'Amministrazione comunale di Tovo San Giacomo ha fatto realizzare dal documentarista Alessandro Beltrame il film documentario "Il tempo al di là dell'Oceano" nel quale viene raccontata la storia della vendita di un orologio da torre alla Missione Salesiana in Puerto Santa Cruz nella Patagonia Argentina.
Il 23 luglio 2017 il celebre soprano Renata Scotto è stata insignita durante una cerimonia presso il Museo della cittadinanza onoraria del Comune di Tovo San Giacomo. Durante un'intervista al quotidiano La Repubblica il 15 giugno 2015 al giornalista Antonio Gnoli, Renata Scotto dichiarò che nel suo soggiorno giovanile a Tovo San Giacomo decise di cantare: "Piccoli ricordi di felicità leggera. Impalpabile. Perfino imprevista. Come quando a sette anni, per via della guerra, sfollammo a Tovo San Giacomo. Mio padre, vigile urbano, restò a Savona. Con la mamma che era una sarta andammo in questo paesino non lontano da Pietra Ligure. Agli occhi di una bambina il mondo appariva liberato dalla schiavitù del reale. Si trasformava in un suono che avrei dovuto solo avere il coraggio di afferrare. Nonostante la durezza dei giorni mi sentivo parte di un'armonia. E lì, forse inconsciamente, decisi che avrei cantato".

## Descrizione
Il museo occupa una superficie espositiva di oltre 260 m², con 11 sale disposte su due piani nell'ex palazzo comunale di Bardino Nuovo, accanto alla chiesa parrocchiale di San Sebastiano in piazza Canonico Folco.
Sono esposti 50 orologi da torre della produzione orologiaia della famiglia Bergallo, i macchinari e gli strumenti di lavoro utilizzati dai maestri orologiai, oltre a parti, meccanismi e componenti come ruote, pignoni, perni, fiancate, lancette, carrucole, numeri, pesi (alcuni del Seicento) di orologi da torre, donati al museo da privati, appassionati e parrocchie.
Il materiale iconografico e documentario (appunti di lavoro, conti, preventivi) offre la testimonianza della vita lavorativa dei Bergallo.
In una sala al piano terra inoltre è presentato una parte dell'originale luogo di produzione degli orologi.
La casa-officina, in fase di ristrutturazione, si affaccia sulla strada che da Tovo porta a Magliolo (via San Sebastiano).
Nella piazzetta antistante al museo si trova l'officina dove vengono riparati e conservati gli orologi e meccanismi che vengono donati al Comune.